# In the Life
In the Life é um programa de notícias norte-americano que vai ao ar pelo canal público (PBS) e que é direcionado ao público homossexuais. Há quase quinze temporadas no ar, In The Life, é um dos programas de notícias mais vistos do canal. É o programa com conteúdo GLBT há mais tempo no ar da história da televisão. Já foi indicado a três prêmios Emmy, apesar de não ter levado nenhum.